# 411 Xanthe
A 411 Xanthe (ideiglenes jelöléssel 1896 CJ) a Naprendszer kisbolygóövében található aszteroida. Auguste Charlois fedezte fel 1896. január 7-én.